# Cephalanthera longifolia
La cefalantera maggiore (Cephalanthera longifolia (L.) Fritsch, 1888) è una piccola pianta erbacea e perenne dai delicati fiori bianchi appartenente alla famiglia delle Orchidacee.

## Etimologia
Il nome del genere (Cephalanthera) deriva dal greco. La prima parte della parola significa “testa” (cephalos), la seconda “fiore” (antheros): indica ovviamente la forma del fiore simile ad una testa. L'epiteto specifico (longifolia) deriva dal latino: longa e folia e fa riferimento alle foglie che sono molto più lunghe che larghe.

Il termine volgare di “Elleborine” deriva da una certa rassomiglianza con alcuni fiori degli Ellebori.

In tedesco questa pianta viene chiamata: Schwertblättriges Waldvögelain; in francese in questa pianta viene chiamata: Céphalanhtère à longues feuilles; in inglese questa pianta viene chiamata: Swordleaf-helleborine oppure Narrow-leaved Helleborine.

## Descrizione

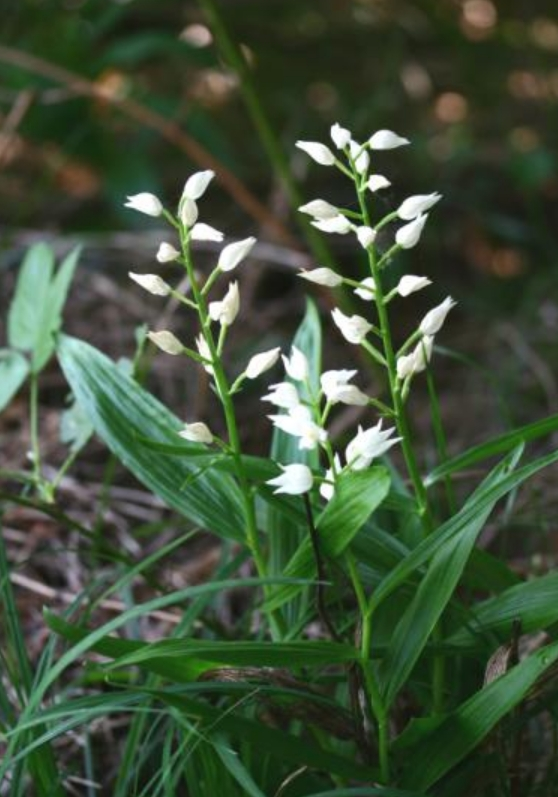
Il portamento

È una pianta perenne alta da 20 a 45 cm. La forma biologica di questa orchidea è geofita rizomatosa (G rizh), ossia è una pianta con un particolare fusto sotterraneo, detto rizoma, che ogni anno si rigenera con nuove radici e fusti avventizi. Queste piante, contrariamente ad altri generi delle orchidee, non sono epifite, ossia non vivono a spese di altri vegetali di maggiori proporzioni (hanno cioè un proprio rizoma).

### Radici
Radici secondarie (carnose) da rizoma.

### Fusto
- Parte ipogea: la parte sotterranea del fusto consiste in un breve rizoma fibroso.
- Parte epigea: la parte aerea del fusto è semplice ed eretta, glabra e ricoperta da scaglie alla base (guaine fogliari). Si presenta sinuoso (un po' a zig-zag) e foglioso fin sotto l'infiorescenza.

### Foglie

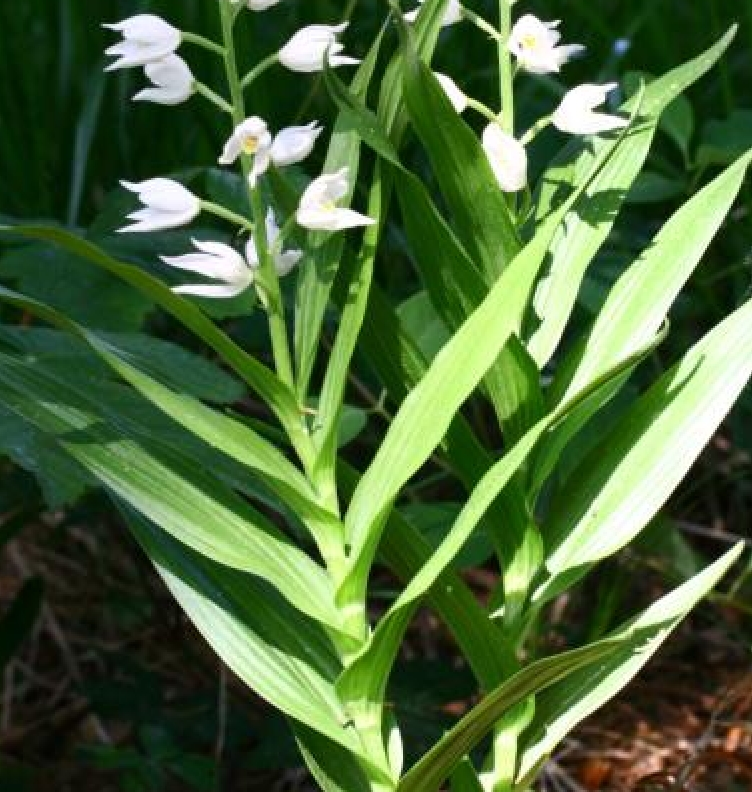
Le foglie a disposizione distica

- Foglie basali: le foglie basali sono ridotte a delle guaine attorno al fusto;
- Foglie cauline: le foglie cauline sono relativamente numerose (da 6 a 10), tutte con lamina intera e sono disposte in modo distico (a due a due opposte sullo stesso piano, ma su nodi conseguenti) e divergenti di circa 60 gradi. Sulla pagina fogliare sono presenti fino a 9 nervature longitudinali (parallele)  principali che all'apice fogliare sono lievemente ripiegate verso la nervatura centrale. Le foglie inferiori (1 o 2) sono più piccole e di forma ellittica; quelle superiori sono più lunghe, dalla forma molto lanceolata, con apice acuto e lungo il fusto sono progressivamente più ristrette verso l'alto.

Dimensioni delle foglie: foglie inferiori larghezza 1 – 2 cm, lunghezza 4 – 7 cm; foglie superiori larghezza da 2 a 1 cm, lunghezza da 10 a 15 cm.

### Infiorescenza
L'infiorescenza si trova all'apice del fusto ed è del tipo a spiga lassa con 10 - 20 (raramente 30) fiori per pianta. I fiori (di colore bianco candido) in genere rimangono socchiusi, si aprono appena un po' nelle ore più luminose e calde della giornata. Le brattee di protezione sono lunghe la metà o meno dell'ovario e sono di tipo fogliaceo.

### Fiori

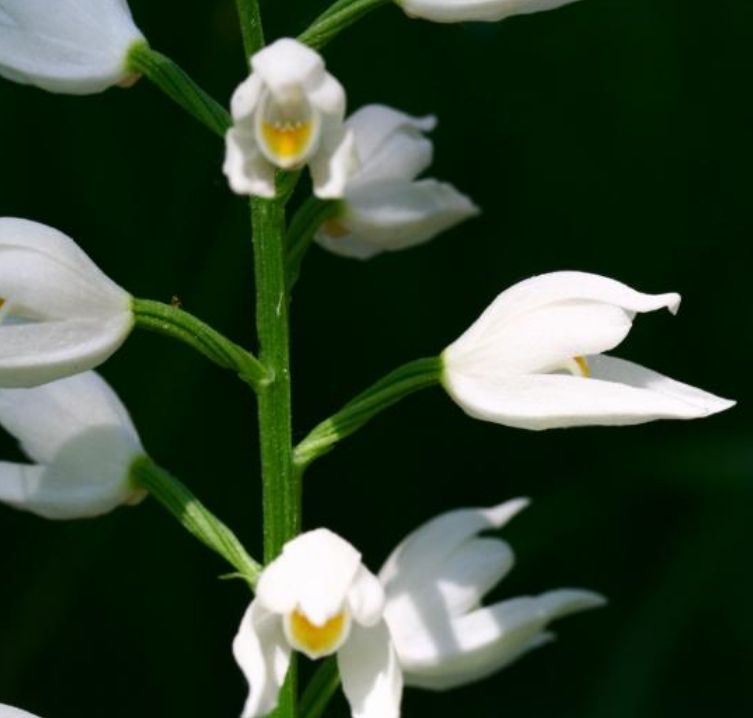
L'infiorescenza
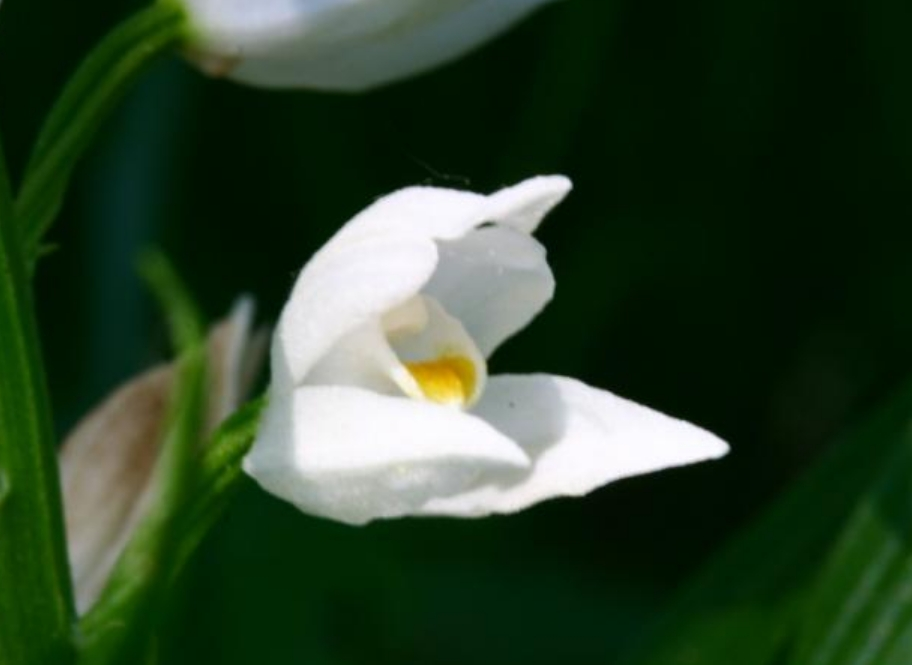
Il fiore
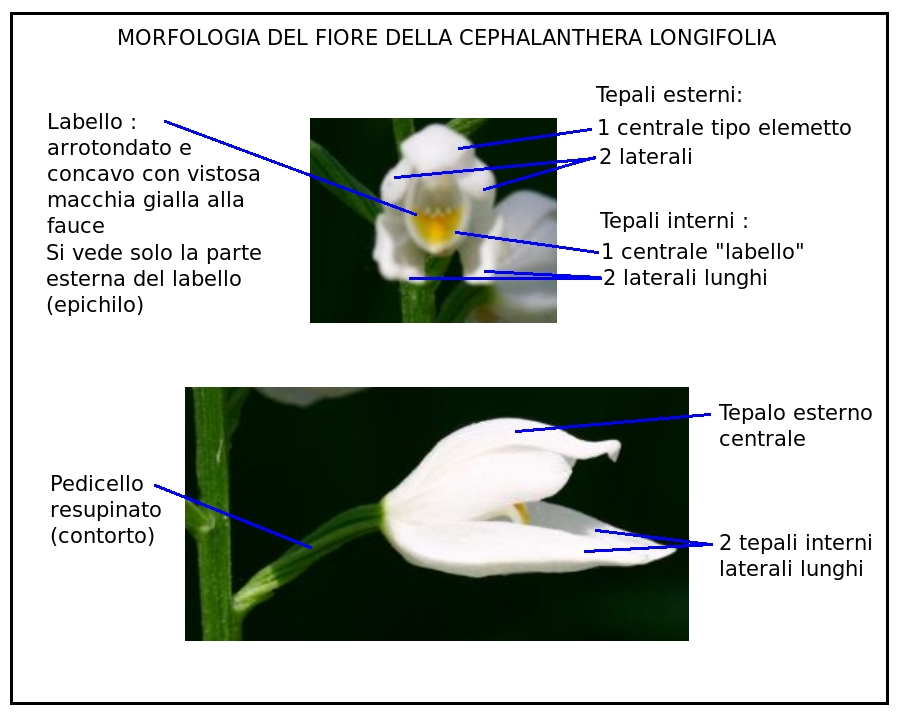
Morfologia del fiore

I fiori sono ermafroditi ed irregolari (zigomorfi), pentaciclici (perigonio a 5 verticilli : 2 verticilli di tepali, 2 verticilli di stami, 1 verticillo dello stilo) e resupinati (ruotati sottosopra). Dimensione dei fiori: 12 – 18 mm.
- Formula fiorale: per queste piante viene indicata la seguente formula fiorale:

P 3+3, [A 1, G (3)]
- Perigonio: il perigonio è composto da 2 verticilli con 3 tepali ciascuno di forma lanceolata; il primo verticillo (esterno) ha 3 tepali subeguali che formano una specie di elmetto; nel secondo verticillo (interno) il tepalo centrale (chiamato “labello”) è più corto e quindi seminascosto dai due tepali esterni, più lunghi ed appuntiti. Dimensione dei tepali esterni: 15 – 18 mm.
- Labello: il labello è concavo, privo di sperone, ma provvisto di creste (tipo carenature) longitudinali; alle fauci possiede una macchia giallo – aranciata; la parte interna (ipochilo) è concava o sacciforme e larghissima, con dei lati rivolti all'insù; quella più esterna (epichilo) è più larga che lunga (cuoriforme), sempre concava mentre l'apice, contrariamente agli altri tepali, è arrotondato. Le due parti (ipochilo e epichilo) sono separate da una profonda strozzatura. Lunghezza del labello: 8 – 9 mm.
- Ginostemio: gli stami filamentosi con le rispettive antere (due masse polliniche bilobe) sono concresciuti con lo stilo e formano una specie di organo colonnare chiamato ginostemio[4]. Lo stigma consiste in una superficie concava e vischiosa localizzata sotto le antere stesse. Degli stami (originariamente due verticilli con 6 stami totali in seguito ridotti) solo 1 del verticillo esterno è fertile, gli altri sono atrofizzati o presenti in qualità di staminoidi (sono stami che in alcuni casi – altre specie - possono assumere caratteri morfologici petaloidei).
- Ovario: l'ovario è subcilindrico, infero, formato da tre carpelli saldati in modo uniloculare; l'ovario inoltre è privo di peduncolo (sessile) ed è resupinato (o contorto). Lunghezza dell'ovario: 13 –15 mm.
- Fioritura: da aprile a giugno.

### Frutti
Il frutto consiste in una capsula deiscente  (si apre per più fenditure) a tre valve contenente numerosissimi minuti semi che il vento può trasportare facilmente (similmente alle spore).

## Biologia
La riproduzione di questa pianta può avvenire in due modi: 
- per via vegetativa in quanto i rizomi possono emettere gemme (dall'ascella di una scaglia radicale) capaci di generare nuovi individui.
- per via sessuata grazie all'impollinazione entomogama; i fiori di queste piante sono privi di nettare, ma gli insetti pronubi sono attratti dalla cresta gialla del labello che viene scambiata per stami ricchi di polline ("inganno visivo").

## Distribuzione e habitat
- Geoelemento: il tipo corologico (area di origine) è Eurasiatico, un areale che va dall'Europa al Giappone.
- Diffusione: in Italia è una pianta abbastanza comune. Fuori dell'Italia è presente nel resto dell'Europa (comune in tutta l'estensione del continente anche se alcune nazioni segnalano un certo rischio di estinzione – non è segnalata nelle Alpi Dinariche) e in Asia (zone temperate).
- Habitat: l'habitat di questa specie sono i margini dei boschi termofili (non freddi) o radure boschive soleggiate di faggio e quercia, i prati aridi, oppure lungo i sentieri. Il substrato preferito è calcareo o calcareo-siliceo, con pH basico e terreno a bassi valori nutrizionali e piuttosto secco.
- Diffusione altitudinale: sui rilievi queste piante si possono trovare fino a 1400 m s.l.m.; frequentano quindi i seguenti piani vegetazionali: collinare e montano.

### Fitosociologia
Dal punto di vista fitosociologico la specie di questa voce appartiene alla seguente comunità vegetale:
Formazione: delle comunità forestali
Classe: Carpino-Fagetea sylvaticae

## Tassonomia
Il genere Cephalanthera comprende una decina di specie diffuse in Europa e in Asia.
La collocazione sistematica di queste piante, nel corso del tempo, non è stata sempre la stessa. Linneo le attribuì al genere Serapias; nel 1818 il botanico francese Richard (1754 - 1821) le assegnò al genere Cephalanthera (la creazione del nome di questo genere è sua), mentre alcuni Autori inglesi le preferiscono collegate al genere Epipactis (anche queste chiamate “Elleborine” - nome comune a più tipi di piante),  un genere estremamente affine per struttura morfologica al genere Cephalanthera (a parte l'ovario che nelle Epipactis non è contorto ed è pedicellato).
Il numero cromosomico di C. longifolia è 2n = 32.

### Ibridi
Nell'elenco che segue sono indicati alcuni ibridi intraspecifici:
- Cephalanthera × otto-hechtii G. Keller in Keller, Schlechter & Soó (1936) – Ibrido con Cephalanthera rubra
- Cephalanthera × schulzei E.G. Camus, Bergon & A. Camus (1908) – Ibrido con Cephalanthera damasonium

Ibridi tra generi diversi:
- Cephalanthera longifolia × Dactylorhiza maculata

### Sinonimi
La specie Cephalanthera longifolia, in altri testi, può essere chiamata con nomi diversi. L'elenco che segue indica alcuni tra i sinonimi più frequenti:
- Cephalanthera ensifolia (Murr.) L.C. Richard (1818)
- Serapias helleborine L. (1753) var. longifolia (basionimo)
- Serapias longifolia L.C. Rich. (1817)

### Specie simili
Senza l'infiorescenza (individui sterili con sole foglie basali) varie specie boschive possono essere confuse con la “Cefalantera maggiore”. È utile in questo caso esaminare attentamente la lamina fogliare: le foglie devono essere 10 volte più lunghe che larghe; si devono trovare 5 nervi principali e circa 25 secondari; la lamina non deve essere a cappuccio (la larghezza massima può trovarsi a ¼ o a metà dalla base); il fusto è biancastro e carenato. Le specie che in stato sterile possono essere confuse sono le seguenti:  Cephalanthera rubra – Cephalanthera damasonium - Epipactis atrorubens - Epipactis helleborine - Lilium bulbiferum.

In particolare qui mettiamo a confronto due specie molto simili:
- Cephalanthera damasonium (Miller) Druce – Cefalantera bianca: si differenzia per le foglie più ellittiche e la colorazione dei fiori (bianco – giallastro).
- Cephalanthera rubra (L.) L.C. Rich. - Cefalantera rossa: si differenzia soprattutto per il colore rosso purpureo dei fiori.

## Altre notizie
In alcune regioni e provincie è una pianta protetta, quindi ne è vietata la raccolta.

## Galleria d'immagini

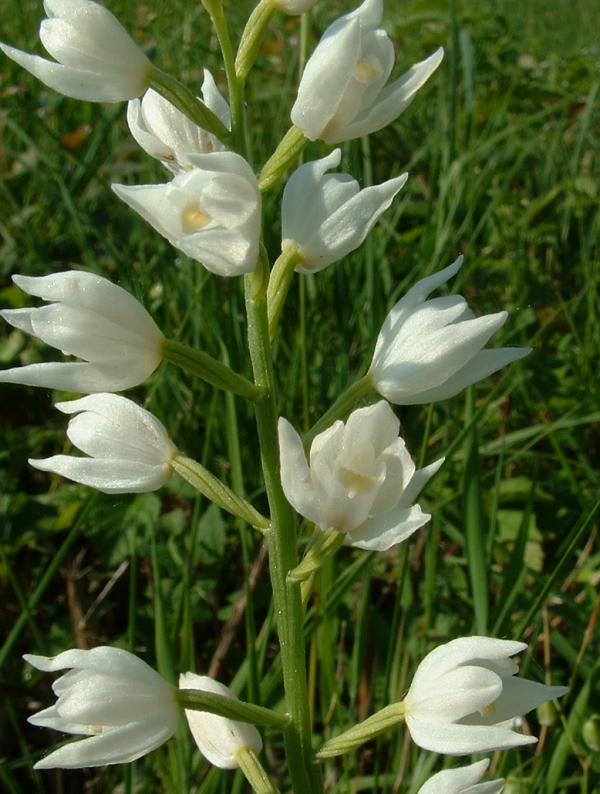
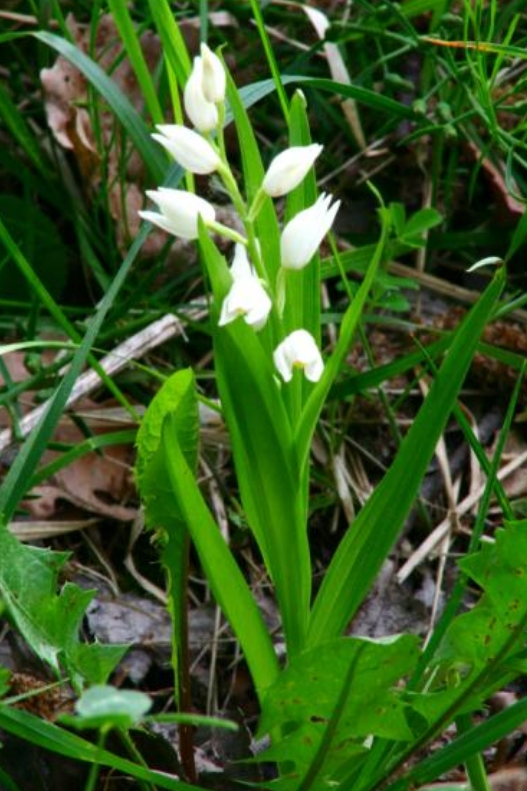
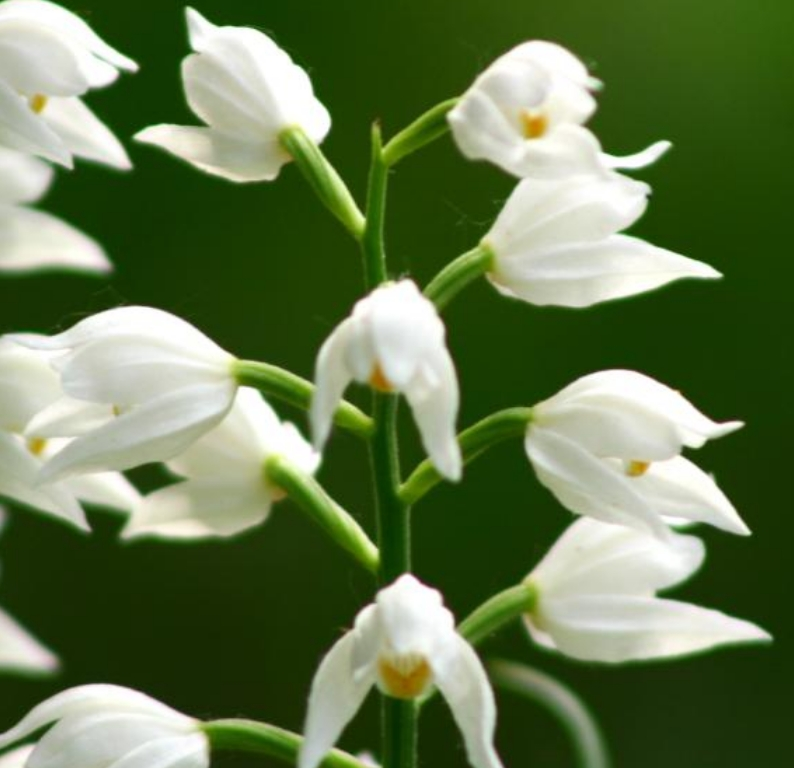
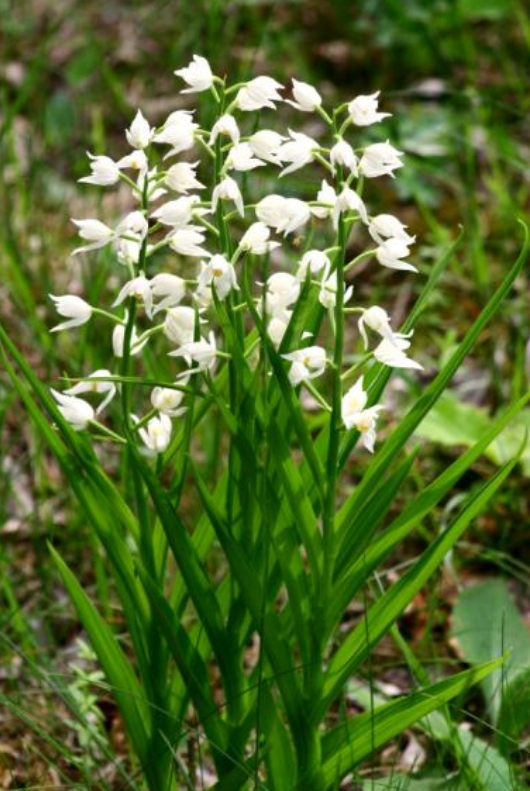